# Istituto di Antropologia. Studi interdisciplinari sulla dignità umana e sulla cura delle persone vulnerabili (IADC)
L’Istituto di Antropologia. Studi interdisciplinari sulla dignità umana e sulla cura delle persone vulnerabili (IADC) (precedentemente Centro per la protezione dei minori) è un’unità accademica appartenente alla Pontificia Università Gregoriana di Roma (Italia), che offre titoli di istruzione superiore in safeguarding e il dottorato in Antropologia .
L’Istituto di Antropologia raccoglie l’eredità e l’impegno del Centre for Child Protection (Centro per la protezione dei minori – CCP) che fu inaugurato a Monaco, nel gennaio 2012, dall' Istituto di Psicologia della Pontificia Università Gregoriana, in collaborazione con l’Arcidiocesi di Monaco e Frisinga e il Dipartimento di Psichiatria e Psicoterapia infantile della Clinica Universitaria Statale di Ulm.

## Storia
L’Istituto di Antropologia inizia la sua attività accademica il 1 settembre 2021. Le sue responsabilità e la sua attività accademica sono prosecuzione e continuazione di quelle del Centro per la Protezione dei Minori (CCP). L’idea di fondare il CCP è nata nel 2011, quando P. Hans Zollner, SJ (Presidente del CCP della Pontificia Università Gregoriana) e il prof. Jörg M. Fegert (Direttore del Dipartimento di Psichiatria e Psicoterapia infantile della Clinica Universitaria Statale di Ulm) si incontrarono durante un gruppo di lavoro della “Tavola rotonda sulla violenza sui minori” istituita dal Governo Federale tedesco, avviata in risposta alla tempesta mediatica che nel 2010 mise in luce la questione degli abusi sessuali da parte del clero in Germania L’Arcidiocesi di Monaco e Frisinga, venuta a conoscenza dell’idea, garantì immediatamente il proprio sostegno. Fin dall'inizio, il progetto è stato ideato come risposta a lungo termine per offrire una formazione continua nel campo della tutela dei minori. Fin dall'inizio, il progetto è stato ideato come risposta a lungo termine per offrire una formazione continua nel campo della tutela dei minori. Si iniziò con una fase pilota, della durata di tre anni (gennaio 2012 –dicembre 2014), con sede a Monaco e guidata da un comitato direttivo composto da P. Hans Zollner SJ, dal Prof. Jörg M. Fegert e Mons. Klaus Peter Franzl, in qualità di rappresentante dell’Arcidiocesi di Monaco e Frisinga. Il Centro presentò il suo lavoro nel Simposio “Verso la Guarigione e il Rinnovamento” ("Towards Healing and Renewal"). Nel corso della fase pilota, vennero organizzate due grandi conferenze per far conoscere il lavoro del CCP nel campo della tutela dei minori, per studiare la situazione e presentare lo stato della questione nella Chiesa Cattolica. La prima conferenza, “Communication and Empowerment: Victims of Child Sexual Abuse”, ebbe luogo a Frisinga dal 30 ottobre al 1º novembre 2012. La seconda conferenza, sul tema “Learning from the Past: Implications for the Future”, ebbe luogo a Monaco dal 7 all'8 novembre 2013.
Il progetto principale del IADC (oppure CCP) in questa fase è stato lo sviluppo di un programma formativo online e multilingue, dedicato alla prevenzione degli abusi sessuali sui minori per le professioni pastorali e rivolto a partner in tutto il mondo. Nel 2014 è stato deciso di spostare la sede del Centro a Roma. Fin dalla sua nascita, ha operato all’interno della Pontificia Università Gregoriana.

## Struttura e organizzazione
L’Istituto di Antropologia è parte della Pontificia Università Gregoriana di Roma. È presieduto da P.Fr. Hans Zollner, SJ e Mons. Peter Beer è responsabile dell’area Ricerca e Sviluppo dei programmi educativi dell’Istituto. L’ufficio è composto da un gruppo internazionale e interdisciplinare. Ad accompagnare la crescita e le attività dell’Istituto vi è un Comitato Consultivo., formato da esperti internazionali nel campo della ricerca e professionisti, appartenenti al mondo ecclesiastico e laico. Gli attuali membri sono la Professoressa Baronessa Prof. Sheila the Baroness Hollins (Chair), la Professoressa Delphine Collin-Vezina, il Professor Gabriel Dy-Liacco e Mons. Stephen Rossetti. .

### Programmi educativi

#### Blended learning: Safeguarding our commitment. Un programma per la prevenzione degli abusi sessuali sui minori"
L’Istituto offre una formazione online multiculturale e disponibile in diverse lingue, organizzata secondo diversi livelli di competenza (livelli accademici e non accademici). Si rivolge a operatori e professionisti in ambito pastorale, autorità ecclesiastiche, operatori sociali, insegnanti nonché studenti universitari. Progettato per essere usato da persone provenienti da tutto il mondo, il programma è presente in 5 lingue (inglese, italiano, tedesco, francese e spagnolo). Il Centro ha collaborazioni in Argentina, Brasile, Canada, Cile, Colombia, Congo, Costa Rica, Repubblica Dominicana, Ecuador, Filippine, Francia, Germania, Ghana, Guatemala, India, Italia, Kenya, Messico, Perù, Scozia, Slovacchia, Spagna, Togo, Uruguay, e Zambia.

#### Diploma in Safeguarding
Il corso di Diploma, offerto in lingua inglese e in lingua spagnola, intende formare persone impegnate nel campo del Safeguarding, come operatori, consulenti e collaboratori in diversi ambienti professionali, come le diocesi, le congregazioni religiose e le istituzioni formative. È pensato anche per coloro che lavoreranno come formatori nel campo del Safeguarding all'interno di seminari, case di formazione, scuole ecc.

#### Licentiate in Safeguarding
L’Istituto offre una Licenza in Safeguarding, programma della durata biennale che intende preparare i laureati a gestire situazioni particolari che richiedano tutela, adottando competenze pratiche e teoriche, consentendo l’adozione, l’implementazione e la valutazione di misure di protezione (safeguarding). Al termine del percorso di studi saranno in grado di coordinare gruppi di Safeguarding ed elaborare delle misure adatte agli specifici ambiti culturale e professionali in cui opereranno.

#### Dottorato in Antropologia
Il Ciclo di Dottorato è in un percorso di studio e di ricerca, che mira a formare specialisti nell'ambito degli studi antropologici sulla dignità umana e sulla cura delle persone vulnerabili.

## Attività
La missione principale dell’Istituto di Antropologia è tutelare le persone vulnerabili, educare e proteggerle da qualunque tipo di abuso e tentativo di violare la loro integrità, sia all'interno della Chiesa Cattolica sia nella società. A tal fine, l’Istituto è impegnato in diverse attività, con particolare attenzione agli ambiti della ricerca e della formazione accademica. L’Istituto, oltre a fornire programmi formativi, collabora con una rete accademica internazionale nonché con studenti di dottorato in vari campi (Psicologia, Teologia, Spiritualità, Diritto Canonico, Scienze Sociali ecc.).

### Pubblicazioni scientifiche
Le pubblicazioni prima associate al CCP, sono adesso da considerarsi legate all’Istituto di Antropologia (IADC). Includono:
- Toward Healing and Renewal: The 2012 Symposium on Sexual Abuse of Minors Held at the Pontifical Gregorian University. Disponibile in 12 lingue
- Child Sexual Abuse in the Context of the Roman Catholic Church: A Review of Literature from 1981–2013
- The “Centre for Child Protection” of the Gregorian University/Rome. First experiences, results and reflections in setting up a global e-learning program for the prevention of sexual abuse of minors
- Church and the abuse of minors. Available in 9 languages
- Articles and books by Fr. Hans Zollner, SJ Archiviato il 1º settembre 2021 in Internet Archive.

### Conferenze
L’istituto continua nell’impegno del CCP di organizzare e partecipare a conferenze, congressi e simposi internazionali. 
Il Simposio “Verso la Guarigione e il Rinnovamento” si è svolto tra il 6 e il 9 febbraio 2012 nella Pontificia Università Gregoriana di Roma; vi hanno partecipato circa 220 persone: vescovi, sacerdoti, religiosi, nonché laici e laiche con esperienza legata al campo (vittime, psicoterapeuti, giuristi ecc.).  Nel 2017, l’allora CCP ospitò il congresso mondiale “Child Dignity in the Digital World”.  Papa Francesco si rivolse con un messaggio al Congresso, da cui nacque una Dichiarazione esortando i leader mondiali a fare di più per proteggere la privacy, la dignità e i diritti dei minori nel mondo digitale. Dal 2015 al 2018, il CCP ha co-organizzato l'annuale Anglophone Safeguarding Conference.